# Ismail al-Faruqi
Ismaʻīl Rājī al-Fārūqī (en árabe: إسماعيل راجي الفاروقي‎ 1 de enero de 1921 – 27 de mayo de 1986) fue un filósofo palestino-estadounidense conocido por sus contribuciones a los estudios islámicos y al diálogo interreligioso. Pasó varios años en la Universidad de Al-Azhar en El Cairo y enseñó en universidades de América del Norte, incluyendo la Universidad McGill en Montreal, Canadá. Al-Faruqi fue profesor de religión en la Universidad de Temple, donde fundó y dirigió el programa de Estudios Islámicos. También fundó el Instituto Internacional de Pensamiento Islámico (IIIT). Al-Faruqi escribió más de 100 artículos y 25 libros, entre ellos Christian Ethics: A Historical and Systematic Analysis of Its Dominant Ideas y Al-Tawhid: Its Implications For Thought And Life.

## Primeros años y educación
Al-Faruqi nació en Jaffa, en la Palestina bajo mandato británico. Su padre, 'Abd al-Huda al-Faruqi, era un juez islámico (qadi). Al-Faruqi recibió su primera educación religiosa en casa y en la mezquita local. En 1936, comenzó a asistir al Collège des Frères de Jaffa, dirigido por los dominicos franceses.
En 1942, fue nombrado registrador de sociedades cooperativas bajo el gobierno del Mandato Británico en Jerusalén. En 1945, se convirtió en gobernador del distrito de Galilea. Después de la guerra árabe-israelí de 1948, al-Faruqi emigró a Beirut, Líbano, donde estudió en la Universidad Americana de Beirut. Luego se matriculó en la Universidad de Indiana, obteniendo su maestría en filosofía con una tesis titulada The Ethics of Reason and the Ethics of Life (Kantian and Nietzschean Ethics) en 1949.
En su tesis de maestría, al-Faruqi examinó la ética de Immanuel Kant y Friedrich Nietzsche. Continuó sus estudios con una segunda maestría en filosofía de la Universidad de Harvard en 1951 y obtuvo su doctorado con una tesis titulada On Justifying the Good de la Universidad de Indiana en 1952. En su tesis doctoral, al-Faruqi argumentó que los valores son esencias absolutas y autoexistentes conocidas a priori a través de la intuición emocional. Basó sus teorías en el uso de la fenomenología de Max Scheler y en los estudios de ética de Nicolai Hartmann.
Sus estudios lo llevaron a concluir que la ausencia de una base trascendental conduce al relativismo moral, lo que lo llevó a revaluar su herencia islámica. Dentro de los seis años de llegar a los Estados Unidos, reconoció la necesidad de un estudio más profundo del Islam, lo que lo llevó a estudiar en la Universidad de Al-Azhar en Egipto. Para cuando dejó Estados Unidos, había desarrollado nuevas preguntas sobre las obligaciones morales y buscó integrar sus intereses intelectuales con su identidad islámica.

## Carrera académica
En 1958, al-Faruqi fue invitado como investigador visitante en la Facultad de Divinidad de la Universidad McGill. Vivió en Ville St. Laurent y se unió al Instituto de Estudios Islámicos de la Universidad McGill por invitación de su fundador, Wilfred Cantwell Smith. Desde 1958 hasta 1961, enseñó junto a Smith y fue conocido por su enfoque dinámico y original del pensamiento islámico. Durante su tiempo allí, estudió teología cristiana y judaísmo, y se familiarizó con el filósofo paquistaní Fazlur Rahman. En 1961, Rahman organizó una asignación de dos años para al-Faruqi en el Instituto Central de Investigación Islámica en Karachi, Pakistán, para exponerlo a diversas culturas musulmanas. Al-Faruqi trabajó como profesor visitante allí desde 1961 hasta 1963.
En 1964, Al-Faruqi regresó a los Estados Unidos y trabajó como profesor visitante en la Escuela de Divinidad de la Universidad de Chicago y como profesor asociado en la Universidad de Syracuse. En 1968, se unió a la Universidad de Temple como profesor de religión, donde fundó el Programa de Estudios Islámicos y ocupó el puesto hasta su muerte en 1986. Durante su tiempo en la Universidad de Temple, al-Faruqi asesoró a muchos estudiantes, incluyendo a su primer estudiante doctoral, John Esposito.
En marzo de 1977, al-Faruqi desempeñó un papel significativo en la Primera Conferencia Mundial sobre Educación Musulmana en La Meca. Esta conferencia incluyó participantes como Muhammad Kamal Hassan, Syed Muhammad Naquib al-Attas, y Syed Ali Ashraf, entre otros. La conferencia sentó las bases para el establecimiento de universidades islámicas en Dhaka, Islamabad, Kuala Lumpur, Kampala y Níger. Al-Faruqi fue fundamental en las deliberaciones de la conferencia y en el desarrollo de sus planes de acción.

## Filosofía y pensamiento

### Pensamiento inicial: Arabismo
El enfoque intelectual inicial de al-Faruqi se centró en la urubah (arabismo). Argumentó que la urubah era la identidad central y el conjunto de valores que unía a todos los musulmanes en una sola comunidad de creyentes (ummah). Al-Faruqi creía que el árabe, como lengua del Corán, era esencial para comprender plenamente la concepción islámica del mundo. Afirmaba que la urubah era inseparable de la identidad musulmana, abarcando tanto dimensiones lingüísticas como religiosas.
Al-Faruqi también enfatizó el concepto de tawhid (monoteísmo) como un elemento central de la conciencia religiosa árabe, que encontró en el judaísmo, el cristianismo y el islam. Esta idea resaltaba una corriente compartida de creencias monoteístas entre estas religiones, arraigada en la cultura y lengua árabe. Creía que el islam y el monoteísmo eran regalos de la conciencia árabe para la humanidad, lo que se oponía al nacionalismo basado en razas de la era moderna.
Esta postura fue criticada por algunos estudiosos por su enfoque percibido como esencialista y centrado en los árabes. Críticos, incluidos intelectuales musulmanes no árabes, desafiaron su afirmación de que el árabe era la única estructura lingüística adecuada para el pensamiento islámico. El tiempo de al-Faruqi en Pakistán, donde estuvo expuesto a diversas culturas musulmanas, hizo poco para alterar inicialmente sus puntos de vista centrados en los árabes.

### Cambio hacia el islamismo
Las perspectivas de al-Faruqi evolucionaron significativamente después de su traslado a los Estados Unidos. Su participación en la Asociación de Estudiantes Musulmanes (MSA) en la Universidad de Temple lo introdujo a un grupo diverso de estudiantes musulmanes de diferentes antecedentes culturales. Esta exposición lo llevó a reconsiderar su enfoque inicial en el arabismo. Comenzó a priorizar una identidad islámica más amplia sobre el nacionalismo árabe, declarando: "Hasta hace unos meses, yo era palestino, árabe y musulmán. Ahora soy musulmán que resulta ser árabe de Palestina". Reflexionando más sobre su identidad, al-Faruqi comentó: "Me pregunté: ¿Quién soy? ¿Un palestino, un filósofo, un humanista liberal? Mi respuesta fue: Soy un musulmán".
Este cambio también fue influenciado por su participación en el diálogo interreligioso, donde comenzó a ver la importancia de una identidad islámica unificada para fomentar conversaciones significativas con no musulmanes. La participación de al-Faruqi en la MSA y sus encuentros con diversas culturas musulmanas en los Estados Unidos reforzaron aún más su identidad islámica más amplia sobre sus puntos de vista centrados en los árabes.

### Meta-religión
Al-Faruqi buscó establecer principios meta-religiosos basados en la razón para evaluar las religiones contra estándares universales en lugar de compararlas entre sí. Este ambicioso esfuerzo buscaba encontrar un terreno común para el entendimiento y la cooperación entre diferentes religiones. Propuso varios principios rectores para el diálogo, incluyendo que todo diálogo está sujeto a crítica, la comunicación debe obedecer leyes de coherencia interna y externa, el diálogo debe corresponder con la realidad y estar libre de "figuraciones canónicas", y un enfoque en cuestiones éticas en lugar de disputas teológicas.
Al-Faruqi creía que el diálogo meta-religioso podía servir como un medio para lograr entendimiento y respeto mutuo entre diferentes comunidades religiosas, ayudando a cerrar la brecha creada por las diferencias doctrinales. Su enfoque en la ética sobre la teología estaba destinado a facilitar compromisos interreligiosos más constructivos y menos contenciosos.

### Conocimiento holístico
Al-Faruqi contribuyó significativamente al desarrollo del concepto de conocimiento holístico, expresando preocupaciones sobre la secularización del conocimiento en las sociedades musulmanas. Discutió "la enfermedad de la ummah" y argumentó que la dependencia de herramientas y métodos seculares occidentales llevó a una desconexión con las realidades ecológicas y sociales de las naciones musulmanas, a menudo pasando por alto las violaciones de la ética islámica. Enfatizó la importancia de integrar los principios islámicos con el conocimiento moderno para abordar los desafíos contemporáneos y mantener la integridad ética de la ummah.
Los esfuerzos intelectuales posteriores de al-Faruqi se centraron en la islamización del conocimiento. Buscó armonizar los principios islámicos con las disciplinas académicas contemporáneas, abogando por una integración holística de fe y razón. Su trabajo en esta área culminó en la fundación del IIIT, que tenía como objetivo desarrollar una epistemología y metodología islámica para diversos campos de estudio.
Al-Faruqi enfatizó la necesidad de integrar el conocimiento islámico con las ciencias modernas. Creía en desarrollar un currículo islámico unificado que incorpore disciplinas contemporáneas mientras las fundamenta en el pensamiento islámico. Su enfoque implicaba un proceso sistemático para identificar y eliminar elementos incompatibles con los principios islámicos e integrar valores islámicos en diversas disciplinas académicas.
Con un fuerte enfoque en la reforma educativa, Al-Faruqi abogó por la creación de currículos comprensivos e instituciones académicas que combinan ciencias islámicas y modernas. Este enfoque tenía como objetivo producir académicos competentes en ambas áreas, capaces de abordar desafíos contemporáneos desde una perspectiva islámica. Al-Faruqi también destacó la importancia del desarrollo curricular, estrategias prácticas para la implementación y un enfoque holístico para reformar todo el sistema educativo.

### Opiniones sobre el sionismo
Al-Faruqi fue un crítico vocal del sionismo, viéndolo como incompatible con el judaísmo debido a su ideología nacionalista. Argumentó que las injusticias causadas por el sionismo requerían su desmantelamiento. Propuso que los antiguos judíos israelíes que renunciaran al sionismo podrían vivir como una "comunidad ummática" dentro del mundo musulmán, adhiriéndose a la ley judía según lo interpretado por los tribunales rabínicos dentro de un marco islámico. Esta postura subrayó su compromiso con una visión de justicia arraigada en los principios islámicos.

## Logros académicos
En 1980, al-Faruqi cofundó el Instituto Internacional de Pensamiento Islámico (IIIT) con Taha Jabir Alalwani, Abdul Hamid AbuSulayman y Anwar Ibrahim.
Al-Faruqi contribuyó a los estudios islámicos a través de sus extensos escritos y su participación en organizaciones académicas e interreligiosas. Escribió más de 100 artículos en revistas académicas y revistas, y publicó 25 libros, incluyendo Christian Ethics: A Historical and Systematic Analysis of Its Dominant Ideas (1968), Islam and the Problem of Israel (1980), y Al-Tawhid: Its Implications For Thought And Life (1982). Participó en la creación del Grupo de Estudios Islámicos de la Academia Americana de Religión y fue su presidente durante diez años. Además, ocupó cargos como vicepresidente del Coloquio de Paz Interreligiosa y presidente del Colegio Islámico Americano en Chicago.
Al-Faruqi propuso el concepto de tawhid (monoteísmo) como un principio unificador en el pensamiento islámico, enfatizando su relevancia en varios aspectos de la vida, incluyendo la ética, la política y la educación. Su iniciativa de "islamización del conocimiento" tenía como objetivo integrar los principios islámicos con las disciplinas académicas contemporáneas, promoviendo una integración holística de fe y razón. En IIIT, su trabajo implicaba la creación de un marco para una epistemología islámica, incluyendo el desarrollo de currículos y metodologías de investigación basadas en el pensamiento islámico. Esta iniciativa tenía como objetivo abordar los desafíos planteados por la secularización y comprometerse con la tradición intelectual del Islam.
Según Ibrahim Kalin, la "islamización del conocimiento" de al-Faruqi se dirigía principalmente a las humanidades, excluyendo el conocimiento científico moderno, lo que llevó a un enfoque sociológico en el conocimiento islámico y descuidó el impacto secularizador de la ciencia moderna.
Al-Faruqi también participó en el diálogo interreligioso, promoviendo el entendimiento y la cooperación mutua entre diferentes comunidades religiosas. Sus esfuerzos tenían como objetivo fomentar un entorno global de paz y respeto, destacando las similitudes entre el islam, el cristianismo y el judaísmo.

## Relevancia contemporánea
Las ideas de al-Faruqi sobre la islamización del conocimiento continúan influyendo en el pensamiento islámico contemporáneo. Su énfasis en integrar los principios islámicos con las disciplinas académicas modernas sigue siendo relevante para académicos y educadores que buscan armonizar la fe y la razón. Su trabajo es frecuentemente citado en conferencias académicas y publicaciones sobre pensamiento y educación islámica.
Las contribuciones de al-Faruqi al diálogo interreligioso también son ampliamente reconocidas. Sus esfuerzos para promover el entendimiento y la cooperación mutua entre diferentes comunidades religiosas han sido destacados en varias obras académicas. Su enfoque en el diálogo interreligioso, que enfatizaba las similitudes entre el islam, el cristianismo y el judaísmo, se considera una contribución importante para fomentar un entorno global de paz y respeto.
Sus contribuciones a la comunidad musulmana en Montreal y su influencia en la erudición islámica han sido reconocidas póstumamente.

## Muerte
En mayo de 1986, al-Faruqi y su esposa fueron asesinados en su casa en Wyncote, Pensilvania por Joseph Louis Young, también conocido como Yusuf Ali. Young confesó el crimen, fue condenado a muerte y murió en prisión de causas naturales en 1996. El ataque también dejó a su hija, Anmar al-Zein, gravemente herida, pero sobrevivió después de requerir un extenso tratamiento médico. Se han sugerido varias teorías sobre las motivaciones detrás de los asesinatos, incluyendo un robo fallido y un asesinato políticamente motivado.